# Acosmeryx formosana
Acosmeryx formosana is een vlinder uit de familie van de pijlstaarten (Sphingidae). De wetenschappelijke naam van de soort werd in 1927 gepubliceerd door Shonen Matsumura.